# A Gamer’s Day
A Gamer’s Day ist ein deutscher Kurzfilm aus dem Jahr 2005. Der Film stammt aus der Feder von Daniel P. Schenk und war sein Debütfilm. Erzählt wird der Tag im Leben eines fanatischen Counterstrike-Spielers.

## Handlung
Der Tag des Gamers (Alexander Roth) beginnt scheinbar ganz normal. So wie die meisten Jugendlichen hat er bis zum Mittag geschlafen.
Und auch der erste Blick in sein Lebensumfeld zeigt das typisch unordentliche Zimmer eines Jugendlichen.
Ungewöhnlich wird es erst, als der Gamer einen verstörten Blick aus dem Fenster in die harmonische Natur wirft.
Denn er reagiert auf den munteren Sonnenschein mit dem Herunterlassen der Jalousien und tauscht das Tageslicht gegen das künstliche Licht einer Tischlampe.
Von hier an zeichnet sich über den gesamten Film das Bild eines fanatischen Computerspielers: So streichelt er zunächst seinen Computer, als wäre dieser ein lebendiges Wesen und fährt zärtlich über Tastatur und Maus. Als das Betriebssystem geladen ist, chattet er mit Freunden und surft über diverse Internet Webseiten. Die Erinnerung eines Freundes über den Instant Messenger ICQ, dass er noch lernen und Hausaufgaben machen muss, ignoriert der Gamer gekonnt. Schließlich erblickt er auf seinem Desktop das Steam-Logo, verabschiedet sich von seinen virtuellen Freunden und taucht in die Videospielwelt Counterstrike ab. Er spielt sehr erfolgreich, bis seine Mutter ins Zimmer platzt und darum bittet, den Müll herauszubringen.
Ab diesem Zeitpunkt kann der Zuschauer beobachten, wie der Gamer stückweise die Realität mit der fiktiven Welt des Computerspiels vermischt. So verwandelt er seine nervigen Hip-Hop-Freunde Wutang und Skate in ICQ-Chatfenster und „schließt“ sie einfach, nachdem sie ihn in der Wirklichkeit lange genug gestört haben. Noch bedenklicher wird es, als sein spielerischer Erfolg nach einem Systemabsturz abnimmt und sich Frust in seinen Fanatismus schleicht. Seine Freundin, die ihm am Telefon vorwirft, ihren Jahrestag vergessen zu haben, bekommt seine Wutausbrüche live zu spüren, obwohl diese eigentlich nur dem Spiel gelten. Sie legt schockiert auf, doch dem Gamer ist nur noch am Spiel gelegen. Seine Mutter brüllt er nach der dritten Störung aus dem Zimmer, und nach besonders schmerzlichen Niederlagen im Spiel zerstört er erst seine Tastatur und dann seinen Monitor. Der Film gipfelt dann im „Reality Run“, wo sich der Gamer als Teil des Spiels begreift und in einem Kostüm durch das Haus läuft. Seine „Mission“, den Müll herauszubringen und seine Schwester vor einer Bombe zu retten, erfüllt er erfolgreich und am Ende des Films ist er so schlau wie zuvor: Zwar schwört er den PC-Spielen vermeintlich ab, ist aber sofort darauf Feuer und Flamme für seine alten Spielkonsolen.

## Auszeichnungen
A Gamer’s Day wurde auf planet-videos.com für die Game Movie Awards 2005 in allen fünf Kategorien im Bereich Sonstige Videos nominiert und gewann die Kategorie Best Video.

## Hintergrund
Daniel P. Schenk wollte diesen Film eigentlich nur mit seinem Freund Alexander Roth drehen, um sich an einer Filmhochschule zu bewerben. Es war als einfaches, kleines Schulprojekt angesetzt. Das persönliche Ziel, das sie sich gesetzt haben, waren 10.000 Downloads.
Doch der Erfolg ging weit darüber hinaus. Die beiden wurden unter anderem zum TV-Sender GIGA eingeladen, um ihr Projekt vorzustellen. Der Film wurde auf YouTube mehrere zehntausend Mal angesehen. In der Counterstrike-Szene hat der Film Kultstatus. Auch in Schulen wurde er zu Bildungszwecken eingesetzt, um darüber zu diskutieren, was für einen Effekt Gewaltdarstellung in Spielen wie Counterstrike auf die menschliche Psyche hat.

## Remix-Version
Da Schenk für den Film Musik von verschiedenen bekannten Künstlern genutzt hat, ohne die entsprechenden Lizenzen erworben zu haben, musste für die Veröffentlichung und öffentliche Aufführungen eine Remix-Version erstellt werden.
Der Film wurde auf der Games Convention 2005 öffentlich aufgeführt und der Dezemberausgabe der Computerspielezeitschrift BRAVO Screenfun lag der Film auf der mitgelieferten DVD bei. Die Musikkünstlergruppe Quantum Music produzierte für die lizenzfreie Fassung des Films mehrere Musikstücke und stellte diese kostenlos zur Verfügung. Sie versuchten, den Stil der Originalversion beizubehalten. Der Film wurde auch auf der Olymptronica 2007 gezeigt.
Der Film ist standortabhängig auf der Videoplattform Prime Video zu sehen, auf YouTube können das Original, die Remix-Version und das Interview bei GIGA angesehen werden.